# Dottrina gnostica
Lo gnosticismo non ha mai posseduto un nucleo stabile di dottrine, o qualche genere di depositum fidei intorno al quale è possibile distinguere un certo numero di sviluppi, di eresie o di sette: al massimo aveva delle idee guida che sono più o meno chiaramente rintracciabili in diverse scuole. Le varie dottrine possono essere viste come una serie di chiavi da leggere in successione per comprendere la globalità del pensiero gnostico.

## Cosmogonia
All'inizio c'era la Profondità, la Pienezza dell'Essere, il Primo Padre, la Monade, l'Uno, la Prima Fonte, il Dio sconosciuto (in greco Bythos Pleroma, Ouk ōn Theos, Propator, Monas, Proarche, Hagnostos Theos). Questo qualcosa di indefinibile ed infinito, non era un Essere personale, ma qualcosa di insondabile, di inconoscibile, spiritualità pura. Da questa fonte di ogni essere emanarono (proballei) un certo numero di puri esseri di spirito (Eoni).
Nei diversi sistemi queste emanazioni furono chiamate con nomi diversi, ma la teoria dell'emanazione è sempre la stessa, comune a tutte le forme di gnosticismo. Nella gnosi di Basilide vengono chiamati uiotetes, in Valentino formano coppie antitetiche dette syzygoi: Profondità e Silenzio produssero Mente e Verità, questi produssero Ragione e Vita, questi di nuovo Uomo e Chiesa (ekklesia). Questi Eoni appartengono al mondo puramente ideale, noumenale, inintelligibile. Insieme con la fonte che li ha emanati formano il Pleroma.
La transizione dall'immateriale al materiale, dal noumenale al fenomenale è provocata da un difetto, o una passione, o un peccato, in uno degli Eoni. Secondo Basilide, è un difetto nell'ultimo uiotete; secondo altri è la passione dell'Eone femminile Sophia; secondo altri ancora è il peccato del Grande Arconte, o Eone creatore dell'Universo. L'ultima fase di ogni Gnosis è comunque metanoia, pentimento, annullamento del peccato dell'esistenza materiale ed il ritorno al Pleroma.

## Il mito diSophia
Nella maggior parte dei sistemi gnostici un ruolo molto importante viene svolto dall'Eone Saggezza, Sophia o Achamoth. In qualche modo, ella sembra rappresentare il principio femminile supremo. Secondo Wilhelm Bousset, la Sophia gnostica altri non è che una trasformazione di Atargatide o Ishtar/Astarte. D'altra parte, però, generalmente, l'Eone Sophia gioca un altro ruolo: lei è he Prouneikos, "la Lussuriosa", una volta dea verginale, ora, a causa della sua caduta dalla purezza originale è l'originatrice di questo mondo materiale e peccaminoso.
Una delle prime forme di questo mito si trova nella gnosi di Simon Mago. Nel sistema di Valentino, come descritto da Sant'Ippolito di Roma (Libro VI, XXV-XXVI), Sophia è la più giovane dei ventotto eoni. Osservando la moltitudine degli eoni e bramando il potere di generarli, tornò nella profondità del Padre e cercò di emularlo producendo discendenti senza rapporti sessuali, ma produsse solamente un aborto, una sostanza amorfa. Per questo fu espulsa dal Pleroma. Sophia, quindi, concepì una passione per il Primo Padre stesso, o, con il pretesto dell'amore cercò di conoscere l'Inconoscibile e di comprendere la sua grandezza.
Secondo il Pistis Sophia (capitolo XXIX), Sophia, figlia di Barbelos, originariamente risiedeva nel più alto, il tredicesimo cielo, ma fu sedotta dal demone Authades per mezzo di un raggio di luce che lei scambiò per un'emanazione del Primo Padre. Authades, così, la portò nel Caos, dove fu imprigionata da poteri malvagi. Secondo queste idee, quindi, la materia è il frutto del peccato di Sophia. Questa, comunque, era una speculazione di Valentino; nelle più vecchie speculazioni l'esistenza della materia veniva presupposta tacitamente come eterna, insieme al Pleroma. In ogni caso, questa dualità iniziale fu superata dallo spirito predominante dello gnosticismo, l'emanazionismo panteistico. Il mito di Sophia era completamente assente, per esempio, nel sistema di Basilide.
In molti sistemi gnostici esiste una divisione tra "alta saggezza" e "bassa saggezza", minuziosamente descritta da Sant'Ireneo di Lione: Sophia Achamoth, o la Bassa Saggezza, figlia dell'Alta Saggezza divenne la madre del Demiurgo; lei era l'Ogdoade, suo figlio l'Ebdomade.

## Soteriologia
La soteriologia gnostica non è soltanto redenzione individuale di ogni anima umana; è un processo cosmico. È il ritorno di tutte le cose a quello che erano prima che il difetto nella sfera degli Eoni portasse la materia ad esistere ed imprigionasse parte della Luce Divina nella maligna Hyle (la "Materia", "Terra"). Il processo della salvezza consiste proprio in questa liberazione delle scintille di luce. Per Basilide, la generazione di Eoni imprigionata nella materia è la cosiddetta "Terza Filiazione", per la cui salvezza Gesù venne al mondo.
In Valentino il processo è straordinariamente elaborato. Quando questo mondo nacque da Sophia a causa del suo peccato, Noos ed Aletheia, due Eoni, dietro comando del Padre produssero due nuovi Eoni: Cristo e lo Spirito Santo; questi riportarono l'ordine nel Pleroma, e, di conseguenza tutti gli Eoni produssero insieme un nuovo Eone, Iesus Logos (Gesù Logo/Ragione), Soter, o Cristo, che offrirono al Padre. Cristo, il Figlio di Nous ed Aletheia ebbe pietà della sostanza abortiva nata da Sophia e gli dette essenza e forma. L'Eone Iesus Soter (Gesù Salvatore), invece, venne inviato come secondo Salvatore e, attraverso il battesimo, si unì all'uomo Gesù, figlio di Maria.
L'uomo, creatura del Demiurgo, consiste in una tripartizione di corpo, anima, e spirito. Lo gnosticismo di Valentino, pertanto, contemplava tre diverse categorie di uomini:
- gli pneumatici (dal greco pneuma, spirito) o spirituali, coloro che possedendo lo spirito divino e quindi la conoscenza (o gnosi), erano predestinati alla salvezza;
- gli psichici (da psyché, anima), uomini dotati di anima razionale ed in grado di esercitare il libero arbitrio scegliendo tra il bene e il male. Costoro credevano nel Demiurgo, ma ignoravano l'esistenza di un mondo spirituale superiore a lui e la cui anima, dopo la morte tornava ad Achamoth;
- gli ilici (da hyle, materia o terra) o coici (da chora, materia), uomini materiali destinati alla dannazione, poiché non esiste alcuna risurrezione del corpo.

Nel marcionismo, la fase più dualistica dello gnosticismo, la salvezza consisteva nel possesso della conoscenza (o gnosi) del Buon Dio, e nel rifiuto del Demiurgo. Il Buon Dio si rivelò in Gesù e comparve come uomo in Giudea; saperlo, e divenire completamente liberi dalla favola del creatore buono del mondo, come viene presentato il (falso) Dio dell'Antico Testamento, è il fine ultimo a cui tende ogni processo di salvezza. Il Salvatore gnostico è, perciò, completamente diverso da quello cristiano:
- il Salvatore gnostico non salva. Lo gnosticismo manca dell'idea della riparazione. Non c'è nessun peccato per cui fare ammenda, a meno che l'ignoranza stessa non sia quel peccato. Né, tantomeno, il Salvatore beneficia in alcun modo la razza umana soffrendo per lei. Né, con il potere della Grazia, attrae le anime umane a Dio. Il Salvatore era un maestro destinato a portare la luce della verità nel mondo. La luce del Salvatore era destinata ad infiammare le anime predisposte. Lo gnosticismo non sa nulla di un vero Salvatore che con amore cerca i peccatori per salvarli;
- il Salvatore gnostico non ha natura umana, è un eone, non un uomo; aveva solamente la forma di un uomo.

L'Eone Soter ha una relazione diversa con Sophia nelle teologie delle diverse sette gnostiche: in alcuni sistemi è suo fratello, in altri suo figlio, in altri suo sposo. A volte viene identificato con Cristo, a volte con Gesù; qualche volta Cristo e Gesù sono gli stessi eoni, qualche volta sono diversi; qualche volta Cristo e lo Spirito Santo vengono addirittura identificati. In altri sistemi è completamente assente.

## Escatologia
L'escatologia gnostica, consistendo nella lotta dell'anima contro gli arconti ostili nel suo tentativo di giungere al Pleroma, corrisponde all'ascesa dell'anima, nell'astrologia babilonese, attraverso i reami dei sette pianeti per raggiungere Anu. Origene Adamantio (Contra Celsum, VI, XXXI), riferendosi al sistema Ofitico, riporta i nomi dei sette arconti: Jaldabaoth, Jao, Sabaoth, Adonaios, Astaphaios, Ailoaios, ed Oraios. Sant'Ireneo di Lione, inoltre, con la citazione Sanctam Hebdomadem VII stellas, quas dictunt planetas, esse volunt, specificava che i sette nomi gnostici indicavano le sette stelle o pianeti:
- Jaldabaoth (forse il Figlio di Caos, Saturno, detto "Faccia Leonina", leontoeides) era l'estremo, e perciò il supremo regolatore, più tardi riconosciuto come il Demiurgo per eccellenza.
- Jao (Iao, forse da Jahu, Jahveh, o dal lamento magico nei misteri iao) era Giove.
- Sabaoth (Dio degli Eserciti), Jupiter Sabbas (Jahve Sabaoth) era Marte.
- Astaphaios (preso dalle tavolette magiche) era Venere.
- Adonaios (dal termine israelitico per "Dio"; Adonis dei siriani, che rappresentava il sole invernale nella tragedia cosmica di Tammuz) era il Sole;
- Ailoaios, o, talvolta, Ailoein (Elohim, Dio), era Mercurio;
- Oraios (Jaroah? o luce?), era la Luna.

Nella forma ellenizzata dello gnosticismo tutti o alcuni di questi nomi sono sostituiti da vizi personificati. Authadia (Authades), o Audacia, è l'ovvia descrizione di Jaldabaoth, il presuntuoso Demiurgo con la faccia di leone. Degli Arconti Kakia, Zelos, Phthonos, Errinnys, Epithymia, l'ultimo rappresenta evidentemente Venere. Il numero sette è ottenuto mettendogli un proarconte o arconte capo alla loro testa. Sembrerebbe che questi nomi rappresentino  una degenerazione della Sancta Hebdomas, tanto che per Sophia, loro madre, si mantiene il nome di Ogdoas, Octonatio. Di quando in quando si incontra anche l'Arconte Esaldaios, che evidentemente è l'El Shaddai della Bibbia, ed è descritto come l'Arconte "numero quattro" (harithmo tetartos) e che deve rappresentare il Sole.
Nel sistema gnostico menzionato da Sant'Epifanio di Salamina i sette Arconti sono: Iao, Saklas, Seth, David, Eloiein, Elilaios, e Jaldabaoth (o numero 6 Jaldaboath, numero 7 Sabaoth). Di questi, Saklas è il demone principale del Manicheismo; Elilaios probabilmente è connesso con En-lil, il Bel di Nippur, l'antico dio di Babilonia. In questo, come in molti altri sistemi, le tracce dei sette arconti planetari sono state oscurate, ma solo in alcuni di loro sono state totalmente cancellate. Mentre in precedenza i sette dominavano il mondo insieme, l'identificazione del Dio degli ebrei, il Legislatore, con Jaldabaoth e la sua designazione come creatore del Mondo misero confusione nel sistema. Questa confusione, comunque, fu creata anche dal fatto che almeno cinque dei sette arconti portavano i nomi usati per indicare Dio nel Vecchio Testamento: El Shaddai, Adonai, Elohim, Jehovah, Sabaoth.

## IlProtanthropos
Le speculazioni sull'Uomo Primevo (Protanthropos, Adamo) occupano un posto preminente in molti sistemi gnostici. L'Anthrôpos gnostico, o Adamas, come viene a volte chiamato, è un elemento cosmogonico, pura mente distinta dalla materia, mente concepita ipostaticamente, emanata da Dio e non ancora corrotta dal contatto con la materia. Questa mente viene considerata come il principio base dell'umanità, o l'umanità stessa, come idea impersonata, una categoria non corporale, la ragione umana concepita come anima del mondo. Questa speculazione sull'Anthrôpos fu completamente sviluppata nel Manicheismo, dove, infatti, è la base dell'intero sistema. Dio, in pericolo per il potere dell'oscurità, creò con l'aiuto dello Spirito, i cinque mondi, i dodici elementi, e l'Uomo Eterno, e lo fece combattere contro l'oscurità. Ma questo Uomo fu in qualche modo battuto dal male ed ingoiato dall'oscurità. L'attuale universo è in travaglio per liberare l'Uomo prigioniero dai poteri dell'oscurità. Queste idee sono di chiara derivazione tardo Mazdeica (Gayomarthians o adoratore del Superuomo).

## LaBarbelos
Questa figura gnostica, che appare in un certo numero di sistemi (Nicolaita, degli "Gnostici" di Epifanio, Sethiano, dell'Evangelium Mariae e in Ireneo, I, XXIX, 2 seguenti) resta un enigma. Il nome Barbelos, Barbeloth, Barthenos in alcuni casi rappresenta il principio femminile supremo, è infatti la più alta Divinità nel suo aspetto femminile. La sua posizione era così prominente fra alcuni gruppi gnostici che alcune scuole sono state designate come Barbeliotae, adoratori di Barbelos o Barbelognostici. Lei probabilmente non è nient'altro che la Fanciulla di Luce del Pistis Sophia, la thygater tou photos o semplicemente la Fanciulla, Parthenos. In Epifanio (Panarion adversus omnes haereres, XXVI, 1) e Filastrio (Haereses, XXXIII), la figura di Parthenos (Barbelos) sembra coincidere con quella di Noria, che interpreta un grande ruolo come moglie di Noè o di Set.